# Fibra

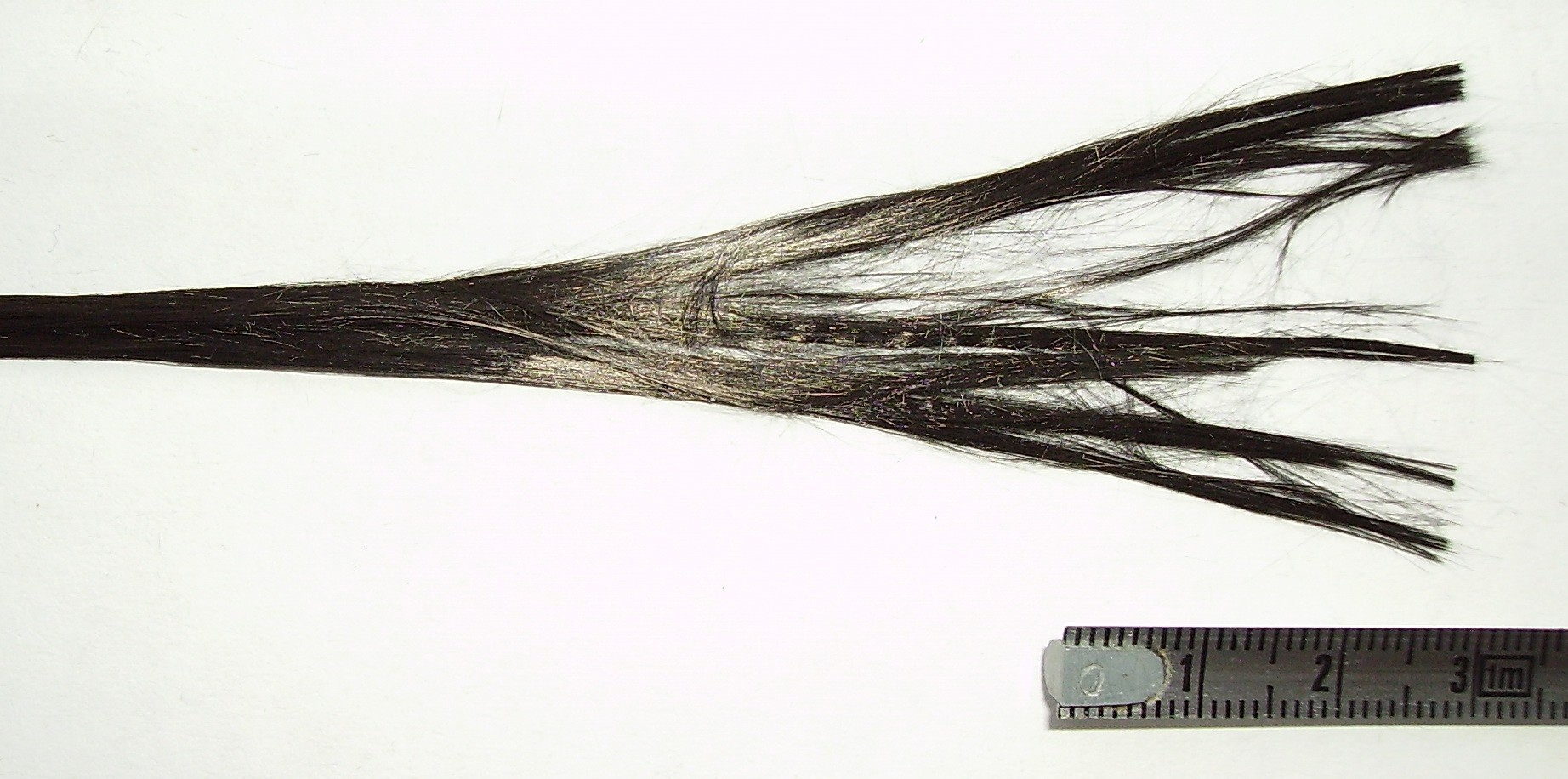
Fibra de carboni

Una fibra és una substància natural o artificial que és significativament més llarga que ampla. Les fibres s'utilitzen sovint en la fabricació d'altres materials. Els materials d'enginyeria més forts sovint incorporen fibres, per exemple la fibra de carboni i el polietilè de pes molecular ultra alt.
Les fibres sintètiques sovint es poden produir de manera molt econòmica i en grans quantitats en comparació amb les fibres naturals, però per a la roba les fibres naturals tenen alguns avantatges, com ara la comoditat, respecte a les seves contraparts sintètiques.

## Fibres naturals
Les fibres naturals es desenvolupen o es presenten en forma de fibra, i inclouen les produïdes per plantes, animals i processos geològics. Es poden classificar segons el seu origen:
- Les fibres vegetals generalment es basen en arranjaments de cel·lulosa, sovint amb lignina: exemples inclouen cotó, cànem, jute, lli, abacà, piña, rami, sisal, bagassa, banana i coco. Les fibres vegetals s'utilitzen en la fabricació de paper i tèxtil (tela), i la fibra dietètica és un component important de la nutrició humana.
- La fibra de fusta, que es distingeix de la fibra vegetal, prové d'arbres. Les formes inclouen fusta molta, de Lagetta lagetto, polpa termomecànica i kraft blanquejat o sense blanquejar o polpa de sulfit. El kraft i el sulfit es refereixen al tipus de procés de pasta utilitzat per eliminar la lignina que uneix l'estructura de fusta original.
- Les fibres animals consisteixen principalment en proteïnes particulars. Els casos són seda (del cuc de seda), seda d'aranya, tendó, catgut, llana, seda marina i cabells com ara llana de caixmir, moher i angora, pells com pell d'ovella, conill, visó, guineu, castor, etc.
- Les fibres minerals inclouen el grup de l'amiant. L'amiant és l'única fibra mineral natural i llarga. S'han classificat com a "amiant" sis minerals, incloent-hi el crisòtil de la classe serpentina i els pertanyents a la classe amfíbol: amosita, crocidolita, tremolita, antofil·lita i actinolita. Els minerals curts i semblants a fibres inclouen wollastonita i paligorskita.
- Les fibres biològiques, també conegudes com a proteïnes fibroses o filaments proteics, consisteixen principalment en proteïnes biològicament rellevants i biològicament molt importants, en les quals mutacions o altres defectes genètics poden provocar malalties greus. Els casos inclouen la família de proteïnes col·làgenes,[2] tendons, proteïnes musculars com l'actina, proteïnes cel·lulars com els microtúbuls i molts altres, com ara seda d'aranya, tendó i cabell.

## Altres exemples
- Fibra alimentària, part no digerible dels aliments
- Fibra reticular, tipus de fibra estructural composta per col·lagen
- Tecnologia: 
  - Fibra tèxtil, material fibrós, d'origen natural o químic, destinat a la fabricació de productes tèxtils
  - Fibra sintètica
  - Fibra de vidre, material format per fibres extremadament fines de vidre o plàstic
  - Fibra de carboni, material fabricat a partir d'una matriu de polímer consolidats amb fibra de carboni
  - Fibra òptica, material usat per conduir polsos de llum
  - Fibra neutra, superfície material corba d'una placa deformada per flexió